# Christus Koningkerk (Aarschot)
De Christus Koningkerk is een kerk in modernistische stijl in de Belgische stad Aarschot. De kerk is toegewijd aan Christus Koning. De tweede patroon is Sint-Rochus, beschermheilige van de stad Aarschot.

## Geschiedenis

### Ontstaan van de Christus Koningparochie[1]
In het late interbellum en na de Tweede Wereldoorlog was het inwonertal in de noordelijke periferie van de stad Aarschot zodanig toegenomen dat pastoor Verpoylt, tevens deken van Aarschot, het aangewezen vond om de gelovigen de lange weg naar de Onze-Lieve-Vrouwekerk te besparen. Gedurende geruime tijd werden misvieringen geconsacreerd in de nabijgelegen kapel van de paters der Heilige Harten, de zogenoemde ‘picpussen’. In 1956 werd een kapelaan benoemd voor de zielszorg in de wijk. In 1957 bouwden de parochianen eigenhandig een noodkerk voor ongeveer 350 plaatsen. 
Op 22 december 1957 werd de officiële oprichting van de nieuwe parochie ‘Christus Koning’ afgekondigd. Eerwaarde heer Gustaaf Vermonden werd de eerste pastoor. De buurt telde ruim 3.200 gelovigen. Er ontstond op korte tijd een bloeiend parochiewezen met meerdere katholieke sociale, culturele en religieuze verenigingen.

### Bouw van een nieuwe kerk

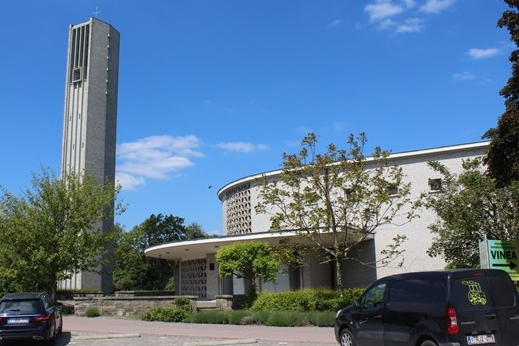
Christus Koningkerk (Aarschot)

Voor de definitieve Christus Koningkerk werden begin jaren 1960 de plannen gemaakt door architect Jos Gabriëls (1920-1979). 
De bouw van de kerk nam een aanvang op 10 april 1962. Op 7 juli 1962 werd de eerste steen gelegd en op 6 oktober 1963 werd de kerk ingewijd door monseigneur Descamps, toenmalig rector van de Katholieke Universiteit Leuven.

## Ontwerp[2]
Architect Jos Gabriëls had reeds de Sint-Luciakerk te Begijnendijk (1953), de Sint-Odradakerk te Mol (1959) en de Onze-Lieve-Vrouw-van-Fatimakerk in de Gijmel-Aarschot (1960) ontworpen. In 1958 had Gabriëls de eerste plannen voor de nieuwe kerk klaar. Niet iedereen bleek gelukkig met het ontwerp en onder invloed van de opkomende geest van openheid in de Katholieke Kerk, wijzigde Gabriëls het concept. Hij stapte af van het traditionele plan van hoofd- en zijbeuken en koos voor een zaalkerk. 

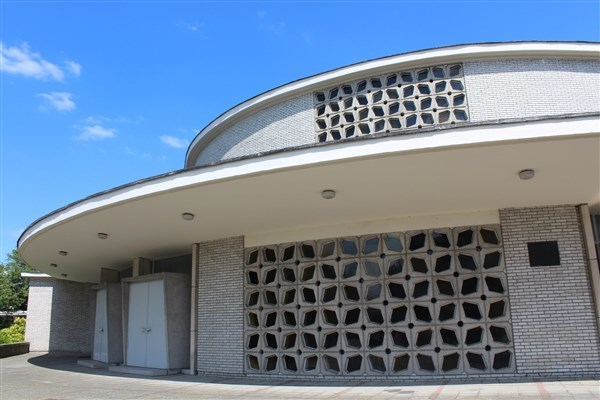
Inkompartij met glas-in-betonramen en toegangsdeuren in betonnen kubussen.

Het ontwerp van de Christus Koningkerk is geïnspireerd door de Brüder Klauskirche (1959) te Birsfelden bij Basel (Zwitserland) van architect Hermann Bauer. Hermann Bauer was een van de belangrijkste vernieuwers van de naoorlogse kerkenbouw in Zwitserland en was op zijn beurt beïnvloed door Le Corbusiers Notre Dame du Haut in Ronchamp. Gelijkenissen met de Brüder Klauskirche vinden we terug in de gelijkaardige plattegrond in de vorm van een kwartcirkelsegment. Ook de nagenoeg vrijstaande klokkentoren en de waaiervormige opbouw rond koor en altaar zijn vergelijkbaar.

## Beschrijving

### Exterieur[2]

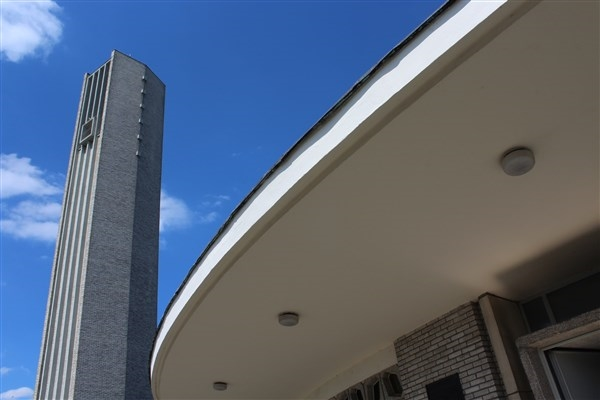
Vrijstaande klokkentoren en betonnen luifel boven de ingang.

Het kerkgebouw bepaalt in sterke mate het beeld van de stadsomgeving. Aan de buitenzijde gelijkt de architectuur op een schelp en suggereert ‘geborgenheid’. De vrijstaande toren was toen voor velen een eigenaardigheid die het klassieke beeld van een kerk geweld aandeed en met gemengde gevoelens bekeken werd.
In de opengewerkte lantaarn van de klokkentoren hangen drie klokken. De grootste twee werden vervaardigd door de Franse klokkengieters Paccard, de kleine Angelusklok kwam er in 1995 en werd gegoten in de Koninklijke Klokkengieterij Petit & Fritsen in Nederland.
Het meest opvallende spel van volumes ziet men aan de straatkant die naar de binnenstad gericht is. Naast de vierkante toren en de gebogen lijnen van het schip, valt vooral de inkompartij op door de diepe luifel en de toegangsdeuren die gevat zijn in bijna losstaande kubussen. De grote muuroppervlakten tonen minder massief door het gebruik van witte baksteen met een ambachtelijk aspect. De voorgevel wordt doorbroken door de decoratieve en baanbrekende glas-in-betonconstructies, werk van kunstenaar Maurits Nevens.
Geheel in de geest van Christus Koning, integreerde de kerk zich in het gemeenschapsleven met de aanbouw van het multifunctionele parochiecentrum ‘Vinea’.

### Interieur[2]

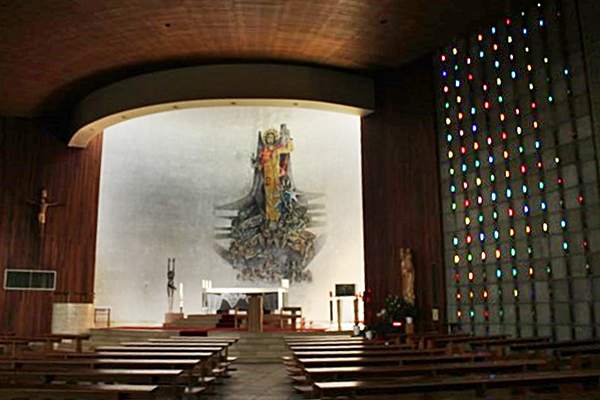
Zicht op het koor met rechts de glas-in-betonramen van Maurits Neven en vooraan hoogaltaar met de 'apocalyptische Christus'.

De kerk is een treffend voorbeeld van hoe na de Tweede Wereldoorlog gezocht werd naar een uitgesproken nieuwe vormgeving en naar een andere planopbouw voor kerken. De toenemende open mentaliteit van de rooms-katholieke kerk manifesteert zich in het interieur als een grote aula zonder dat het zicht op het centrale gebeuren, het altaar, belemmerend wordt. Het zelfdragend oksaal boven de ingang versterkt het ruimtegevoel. Het licht is essentieel voor de sfeer in de kerk. Enerzijds valt het licht achter de gelovigen binnen via de glastegels boven de ingang en anderzijds wordt het geconcentreerd op het ronde hoogkoor. Het beperkte licht van de vensters, hoog aangebracht in de gebogen zijmuren, creëren een sfeer van intimiteit.
Het altaar wordt geaccentueerd door zijn verhoogde plaatsing en door de grote, expressionistische muurschildering die de ‘apocalyptische Christus’ voorstelt. Dit is een werk van Maurits Nevens (1929-2017). Ook het ontwerp van de glas-in-betonramen zijn van zijn hand. Deze kunstenaar begon toen reeds internationale faam te verwerven.
Het kerkmeubilair ademt een stilering, een zekere vorm van expressionisme en een symboliek uit die kenmerken zijn voor de tijdsgeest. De altaren in blauwe hardsteen werden ontworpen door Willem De Backer (1910 – 1993), maar werden door steenkappers van de firma De Backer uit Heist-op-den-Berg uitgevoerd. Op het hoofdaltaar werden de figuren van het kruis, korenaren en druiventrossen aangebracht, deels gegraveerd, deels gebeiteld. 

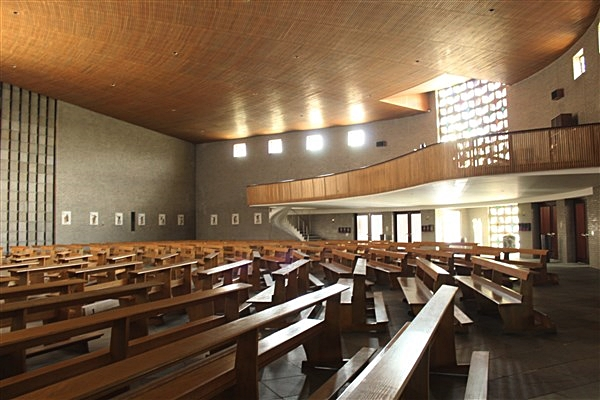
Zicht op de ingang met oksaal.

Dezelfde motieven in koper en email, zien we terug op het tabernakel, vervaardigd uit messing en verzilverd, ontworpen en uitgevoerd door zilversmid Frans Brans (1931-2015).
De doopvont, waarop de afbeelding van de doop van Christus in de Jordaan werd aangebracht, is een realisatie van verschillende kunstenaars die elders in de kerk aan het decorum hebben bijgedragen. Het ontwerp is van beeldhouwer Willem De Backer, de uitvoering in blauwe hardsteen gebeurde door de firma De Backer en het verzilverde deksel met figuren van vissen en een beeld van een duif, is van de hand van Frans Brans.
De ronde ambo werd geplaatst beneden in de trappenpartij die naar het altaar leidt. Deze preekstoel werd vervaardigd uit gepolijst travertijn. Hetzelfde materiaal werd gebruikt voor de communiebanken, maar deze werden in 1969, naar de geest van vernieuwing na het Tweede Vaticaans Concilie, verwijderd.
Er zijn verder nagenoeg geen beelden of kunstwerken die de aandacht kunnen afleiden. De twee Mariabeelden, namelijk Onze-Lieve-Vrouw-met-Kind in de kerk en Onze-Lieve-Vrouw Onbevlekte Ontvangenis in de weekkapel, zijn van de hand van beeldhouwer Willem De Backer. Hoewel eigentijds van typologie, blijven deze ontwerpen een klassieke figuratieve dimensie behouden. De Backer kende architect Gabriëls reeds toen de architect in 1955 de nieuwe Sint-Luciakerk in Begijnendijk bouwde en aan De Backer de opdracht voor een Sint-Luciabeeld toevertrouwde.

## Naam
Het feest van Christus Koning van het Heelal werd pas in 1925 door paus Pius XI ingesteld om nadruk te leggen op de allesomvattende betekenis van het koningschap van Christus over de mens en de wereld. Dit was een antwoord op de antiklerikale stroming om kerk en godsdienst uit het maatschappelijk en openbaar leven te bannen. Vanaf het interbellum worden er dan ook kerken gebouwd die aan Christus Koning gewijd zijn.

## Beeldengalerij

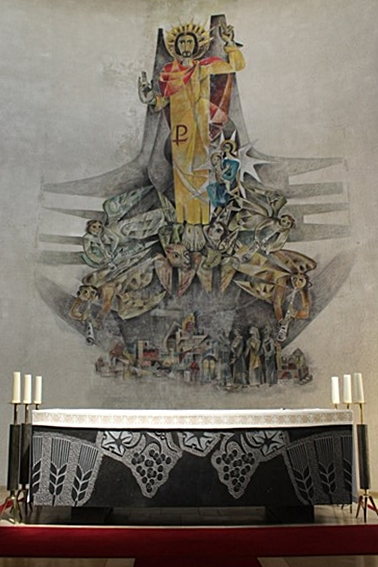
Hoogaltaar en muurschildering van de 'apocalyptische Christus' van Maurits Nevens.
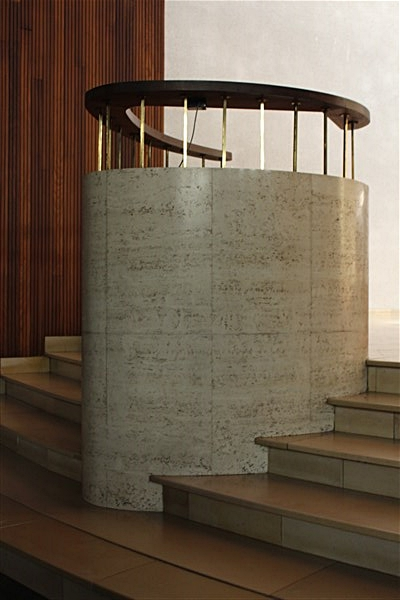
Ambo in travertijn.
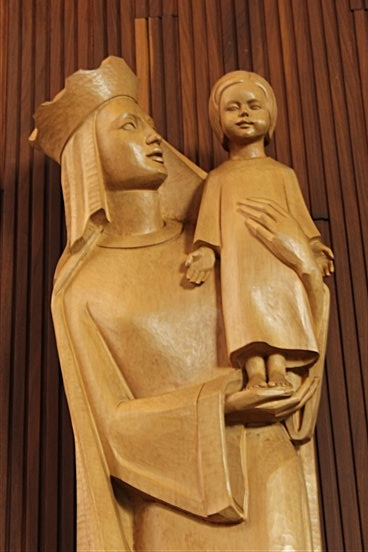
Onze-Lieve-Vrouw-met-Kind van W. De Backer.
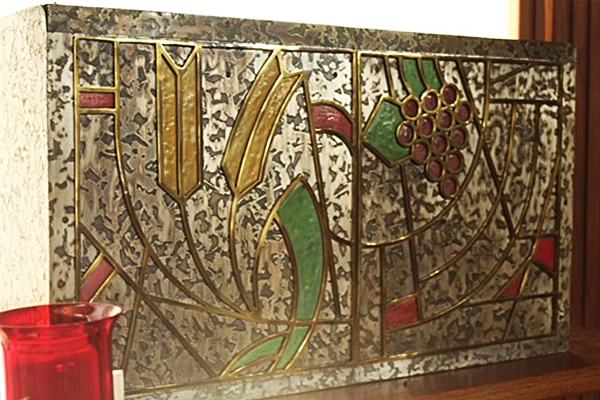
Tabernakel van Frans Brans.
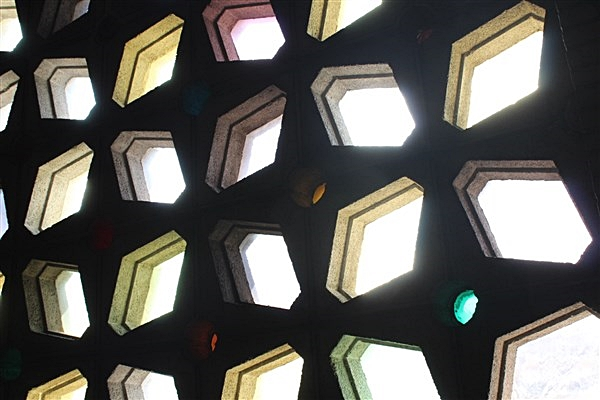
Glas-in-betonramen van Maurits Nevens.
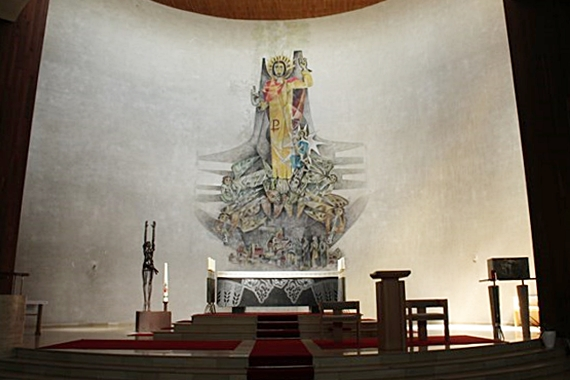
Zicht op het hoogkoor.

## Trivia
- De plechtigheid van de eerstesteenlegging op zaterdag 7 juli 1962 werd gedurig verstoord door scheldpartijen van de laatste bewoner van de afspanning ‘Het Withuis’ aan het adres van de hoogwaardigheidsbekleders omdat hij niet akkoord ging met de afbraak van 'Het Withuis' om plaats te maken voor de nieuwe kerk. [4]
- De kerk is bijzonder geschikt voor muziekuitvoeringen. In het begin van de jaren zeventig zong Liliane Saint-Pierre hier in de geest van die tijd de bijbelmusical ‘Glory Hallelujah’, een vermenging van fragmenten uit het Oude en het Nieuwe Testament op muziek van Jan Leopold. [5]